# Mantova Football Club 2014-2015
Questa voce raccoglie le informazioni riguardanti il Mantova Football Club nelle competizioni ufficiali della stagione 2014-2015.

## Stagione
Nella stagione 2014-2015 il Mantova ha disputato il trentanovesimo campionato di terza serie della sua storia, facendo parte del girone A del nuovo campionato di Lega Pro.
Nella Coppa Italia di Lega Pro  i virgiliani vincono il girone C di qualificazione, eliminando Pordenone e Real Vicenza, quest'ultima per miglior differenza reti, accede ai sedicesimi di finale, dove viene sconfitta (1-0) dal Bassano Virtus.
Il cambio di proprietà in Società tra Michele Lodi e Nicola Di Matteo è avvenuto ad inizio ottobre 2014
In campionato il Mantova affidato per questa stagione al croato Ivan Juric raccoglie 23 punti nel girone di andata e 26 punti nel girone di ritorno, sul campo quindi raccoglie 49 punti, ma deve fare i conti con 3 punti di penalizzazione subiti per inadempienze economiche. Chiude quindi il torneo con 46 punti in dodicesima posizione. Con 5 reti il miglior marcatore dei virgiliani è stato il ghanese Ahmed Said.

## Divise e sponsor
Lo sponsor tecnico è Givova, mentre gli sponsor ufficiali sono Daga e Datacol. Inizialmente vengono mantenute le divise della stagione precedente: la prima maglia è rossa con banda bianca, pantaloncini e calzettoni rossi; la seconda divisa è azzurra; la terza è nera. Da gennaio 2015 viene utilizzata una maglia provvisoria rossa con una "V" bianca; a questa viene affiancata la storica maglia bianca con banda rossa.
| Casa (1) | Trasferta | Terza divisa | Provvisoria | Casa (2) |

## Rosa
Rosa aggiornata ad aprile 2015.
| N. |                      | Ruolo | Calciatore             |
| -- | -------------------- | ----- | ---------------------- |
|    | Italia (bandiera)    | P     | Marco Festa            |
|    | Italia (bandiera)    | P     | Alberto Paleari        |
|    | Rep. Ceca (bandiera) | P     | Lukáš Zima             |
|    | Italia (bandiera)    | P     | Matteo Malagoli        |
|    | Francia (bandiera)   | D     | Allan Blaze            |
|    | Russia (bandiera)    | D     | Juri Gonzi             |
|    | Italia (bandiera)    | D     | Alberto Marchiori      |
|    | Italia (bandiera)    | D     | Luca Menini            |
|    | Italia (bandiera)    | D     | Manuel Scalise         |
|    | Italia (bandiera)    | D     | Edoardo Scrosta        |
|    | Italia (bandiera)    | D     | Angelo Siniscalchi     |
|    | Italia (bandiera)    | D     | Francesco Todisco      |
|    | Italia (bandiera)    | D     | Andrea Trainotti       |
|    | Italia (bandiera)    | D     | Christian Tavanti      |
|    | Italia (bandiera)    | C     | Alberto Creati         |
|    | Francia (bandiera)   | C     | Enzo Di Santantonio    |
|    | Italia (bandiera)    | C     | Jacopo Fortunato       |
|    | Italia (bandiera)    | C     | Matteo Paro (capitano) |

| N. |                     | Ruolo | Calciatore               |
| -- | ------------------- | ----- | ------------------------ |
|    | Italia (bandiera)   | C     | Matteo Severino          |
|    | Italia (bandiera)   | C     | Roberto Zammarini        |
|    | Italia (bandiera)   | C     | Stefano Pondaco          |
|    | Italia (bandiera)   | C     | Silvano Raggio Garibaldi |
|    | Italia (bandiera)   | C     | Filippo Boniperti        |
|    | Italia (bandiera)   | A     | Gyeson Del Bar           |
|    | Italia (bandiera)   | A     | Gaetano Caridi           |
|    | Italia (bandiera)   | A     | Luca Manarin             |
|    | Ungheria (bandiera) | A     | Soma Novothny            |
|    | Italia (bandiera)   | A     | Gabriele Passamonti      |
|    | Italia (bandiera)   | A     | Said Ahmed Said          |
|    | Brasile (bandiera)  | A     | Francisco Sartore        |
|    | Croazia (bandiera)  | A     | Ivan Tomičić             |
|    | Italia (bandiera)   | A     | Nicolò Zanetti           |
|    | Camerun (bandiera)  | A     | Steve Leo Beleck         |
|    | Italia (bandiera)   | A     | Emmanuel Gyasi           |
|    | Italia (bandiera)   | A     | Luca Rivi                |

## Calciomercato

### Sessione estiva(dal 01/07 al 01/09)
| Acquisti | Acquisti                 | Acquisti      | Acquisti              |
| R.       | Nome                     | da            | Modalità              |
| -------- | ------------------------ | ------------- | --------------------- |
| P        | Alberto Paleari          | Cremonese     | definitivo (biennale) |
| D        | Allan Blaze              | Genoa         | prestito              |
| D        | Juri Gonzi               | Cuneo         | definitivo            |
| D        | Alberto Marchiori        | Genoa         | prestito              |
| D        | Manuel Scalise           | Salernitana   | definitivo            |
| D        | Angelo Siniscalchi       | Cuneo         | definitivo            |
| D        | Edoardo Scrosta          | Bassano       | prestito              |
| D        | Francesco Todisco        | Genoa         | prestito              |
| D        | Andrea Trainotti         | Virtus Verona | definitivo            |
| C        | Enzo Di Santantonio      | Genoa         | prestito              |
| C        | Matteo Paro              | SPAL          | definitivo            |
| C        | Silvano Raggio Garibaldi | Entella       | prestito              |
| A        | Gaetano Caridi           | Cremonese     | definitivo (biennale) |
| A        | Soma Novothny            | Napoli        | prestito              |
| A        | Gabriele Passamonti      | Spezia        | prestito              |
| A        | Said Ahmed Said          | Genoa         | prestito              |
| A        | Francisco Sartore        | Genoa         | definitivo            |

| Cessioni         | Cessioni               | Cessioni             | Cessioni       |
| R.               | Nome                   | a                    | Modalità       |
| ---------------- | ---------------------- | -------------------- | -------------- |
| P                | Andrea Bavena          | Avellino             | definitivo     |
| D                | Francesco Bini         | Pro Piacenza         | svincolato     |
| D                | Denny Cardin           | Pavia                | fine contratto |
| D                | Nicola Donazzan        | Cittadella           | definitivo     |
| D                | Cesare Rickler         | Prato                | definitivo     |
| D                | Manuel Spinale         | Villafranca Veronese | definitivo     |
| D                | Alessandro Vecchi      | Parma                | fine prestito  |
| C                | Francesco Baltieri     | Mezzocorona          | definitivo     |
| C                | Cris Gilioli           | Fidenza              | svincolato     |
| C                | Samuele Olivi          | Santarcangelo        | prestito       |
| C                | Alberto Quadri         | Barletta             | definitivo     |
| C                | Giorgio Schiavini      | Pro Piacenza         | definitivo     |
| A                | Alessandro De Respinis | Santarcangelo        | prestito       |
| A                | Roberto Floriano       | Barletta             | definitivo     |
| A                | Simone Masini          | Reggina              | definitivo     |
| A                | Luca Rivi              | Legnago              | definitivo     |
| Altre operazioni |                        |                      |                |
| R.               | Nome                   | da                   | Modalità       |
| C                | Francesco Uliano       | Pordenone            | prestito       |

### Fuori sessione
| Acquisti | Acquisti          | Acquisti | Acquisti   |
| R.       | Nome              | da       | Modalità   |
| -------- | ----------------- | -------- | ---------- |
| C        | Filippo Boniperti | Parma    | definitivo |

| Cessioni | Cessioni | Cessioni | Cessioni |
| R.       | Nome     | a        | Modalità |
| -------- | -------- | -------- | -------- |

### Sessione invernale(dal 05/01 al 02/02)
| Acquisti         | Acquisti          | Acquisti   | Acquisti      |
| R.               | Nome              | da         | Modalità      |
| ---------------- | ----------------- | ---------- | ------------- |
| P                | Lukáš Zima        | Genoa      | prestito      |
| C                | Christian Tavanti | Juventus   | prestito      |
| A                | Steve Leo Beleck  | Fiorentina | prestito      |
| A                | Emmanuel Gyasi    | Torino     | prestito      |
| Altre operazioni |                   |            |               |
| R.               | Nome              | da         | Modalità      |
| C                | Francesco Uliano  | Pordenone  | fine prestito |

| Cessioni | Cessioni            | Cessioni         | Cessioni                       |
| R.       | Nome                | a                | Modalità                       |
| -------- | ------------------- | ---------------- | ------------------------------ |
| P        | Alberto Paleari     | Giana Erminio    | definitivo                     |
| D        | Luca Menini         | Torino           | prestito (diritto di riscatto) |
| C        | Jacopo Fortunato    | Pordenone        | definitivo                     |
| C        | Luca Manarin        | Castellana       | prestito                       |
| C        | Matteo Severino     | Vittoriosa Stars | definitivo                     |
| C        | Francesco Uliano    | Monza            | prestito                       |
| A        | Soma Novothny       | Napoli           | fine prestito                  |
| A        | Gabriele Passamonti | Spezia           | fine prestito                  |
| A        | Ivan Tomičić        | Ischia           | prestito                       |

## Risultati

### Lega Pro

#### Girone di andata
| Arbitro: | Rossi (Rovigo) |

|               |           |  |
| Valentini 21’ | Marcatori |  |

| Arbitro: | Serra (Torino) |

|             |           |                       |
| Tomičić 78’ | Marcatori | 30’, 33’ A. Brighenti |

| Lumezzane 10 settembre 2014, ore 20:30 CEST 3ª giornata | Lumezzane         | 0 – 0 | Mantova | Stadio Tullio Saleri (600 spett.)\| Arbitro: \| Colosimo (Torino) \| |
| Arbitro:                                                | Colosimo (Torino) |       |         |                                                                      |

| Arbitro: | Mainardi (Bergamo) |

|  |           |              |
|  | Marcatori | 79’ Magnaghi |

| Arbitro: | Pillitteri (Palermo) |

|                                  |           |                      |
| Florian 64’ Trainotti 71’ (aut.) | Marcatori | 50’ Gonzi 65’ Caridi |

| Arbitro: | Andreini (Forlì) |

|  |           |            |
|  | Marcatori | 84’ Pisani |

| Arbitro: | Variante (Nocera Inferiore) |

|                      |           |                         |
| D'Errico 2’ Bovi 31’ | Marcatori | 27’ Zanetti 75’ Sartore |

| Arbitro: | Guccini (Albano Laziale) |

|                              |           |  |
| Paro 16’ Caridi 42’ Said 59’ | Marcatori |  |

| Arbitro: | Mancini (Fermo) |

|               |           |              |
| Balistreri 1’ | Marcatori | 90+2’ Caridi |

| Mantova 25 ottobre 2014, ore 15:00 CET 10ª giornata | Mantova           | 0 – 0 referto | Monza | Stadio Danilo Martelli (2.053 spett.)\| Arbitro: \| Piscopo (Imperia) \| |
| Arbitro:                                            | Piscopo (Imperia) |               |       |                                                                          |

| Arbitro: | Catona (Reggio Calabria) |

|             |           |  |
| Zanetti 63’ | Marcatori |  |

| Arbitro: | Fiorini (Frosinone) |

|                                                |           |                    |
| Pietribiasi 13’ Nolé 16’ (rig.) Cattaneo 90+1’ | Marcatori | 11’ (rig.) Zanetti |

| Arbitro: | Capilungo (Lecce) |

|                      |           |  |
| Raggio Garibaldi 26’ | Marcatori |  |

| Arbitro: | Fanton (Lodi) |

|  |           |                        |
|  | Marcatori | 19’ Said 81’ Zammarini |

| Arbitro: | Luciano (Lamezia Terme) |

|              |           |  |
| González 42’ | Marcatori |  |

| Arbitro: | Bertani (Pisa) |

|  |           |                        |
|  | Marcatori | 48’ (rig.) Fischnaller |

| Arbitro: | Capraro (Cassino) |

|                                |           |  |
| Bruno 32’ Marchiori 87’ (aut.) | Marcatori |  |

| Arbitro: | Boggi (Salerno) |

|                    |           |             |
| Boniperti 44’, 71’ | Marcatori | 32’ Momentè |

| Arbitro: | Pelagatti (Arezzo) |

|  |           |                               |
|  | Marcatori | 45+1’ Paro 78’ Di Santantonio |

#### Girone di ritorno
| Arbitro: | Pietropaolo (Modena) |

|                    |           |  |
| Said 2’ Caridi 12’ | Marcatori |  |

| Cremona 18 gennaio 2015, ore 16:00 CET 21ª giornata | Cremonese         | 0 – 0 referto | Mantova | Stadio Giovanni Zini (4.445 spett.)\| Arbitro: \| Massimi (Termoli) \| |
| Arbitro:                                            | Massimi (Termoli) |               |         |                                                                        |

| Arbitro: | Guarino (Caltanissetta) |

|                             |           |             |
| Gonzi 5’ Zanetti 64’ (rig.) | Marcatori | 45’ Potenza |

| Arbitro: | Mei (Pesaro) |

|                |           |  |
| Bellazzini 75’ | Marcatori |  |

| Arbitro: | Amabile (Vicenza) |

|                         |           |  |
| Trainotti 30’ Gyasi 81’ | Marcatori |  |

| Arbitro: | Vesprini (Macerata) |

|                    |           |  |
| Dettori 43’ (rig.) | Marcatori |  |

| Arbitro: | Catona (Reggio Calabria) |

|                            |           |  |
| Said 62’ (rig.) Beleck 77’ | Marcatori |  |

| Arbitro: | Colosimo (Torino) |

|                    |           |                 |
| M. Marchi 13’, 57’ | Marcatori | 32’ (rig.) Said |

| Arbitro: | Capone (Palermo) |

|                                 |           |  |
| Raggio Garibaldi 6’ Tavanti 19’ | Marcatori |  |

| Arbitro: | Luciano (Lamezia Terme) |

|  |           |             |
|  | Marcatori | 67’ Scrosta |

| Salò 20 marzo 2015, ore 19:30 CET 30ª giornata | Feralpisalò   | 0 – 0 referto | Mantova | Stadio Lino Turina (700 spett.)\| Arbitro: \| Fanton (Lodi) \| |
| Arbitro:                                       | Fanton (Lodi) |               |         |                                                                |

| Arbitro: | Guccini (Albano Laziale) |

|               |           |                       |
| Trainotti 70’ | Marcatori | 53’ Cattaneo 58’ Davì |

| Arbitro: | Di Ruberto (Nocera Inferiore) |

|                               |           |               |
| Migliorini 27’ Bjelanović 36’ | Marcatori | 68’ Trainotti |

| Arbitro: | Massimi (Termoli) |

|            |           |                        |
| Beleck 61’ | Marcatori | 30’ Rossini 78’ Perico |

| Arbitro: | Paolini (Ascoli Piceno) |

|                        |           |                         |
| Raggio Garibaldi 45+2’ | Marcatori | 25’ González 84’ Evacuo |

| Arbitro: | Caso (Verona) |

|  |           |              |
|  | Marcatori | 7’ Boniperti |

| Arbitro: | Panarese (Lecce) |

|               |           |  |
| Trainotti 60’ | Marcatori |  |

| Arbitro: | Pagliardini (Arezzo) |

|                             |           |           |
| Gonzi 6’ (aut.) Momentè 71’ | Marcatori | 51’ Gonzi |

| Arbitro: | Formato (Benevento) |

|  |           |          |
|  | Marcatori | 30’ Ganz |

### Coppa Italia Lega Pro

#### Fase eliminatoria a gironi
| Arbitro: | Bertani (Pisa) |

|                             |           |  |
| Zanetti 19’ (rig.) Rivi 64’ | Marcatori |  |

| Arbitro: | Baldicchi (Città di Castello) |

|           |           |             |
| Bruno 32’ | Marcatori | 41’ Sartore |

#### Fase a eliminazione diretta
| Arbitro: | Pietropaolo (Modena) |

|                     |           |  |
| Munarini 62’ (rig.) | Marcatori |  |

## Statistiche
Aggiornate al 10 maggio 2015.

### Statistiche di squadra
| Competizione          | Punti | In casa | In casa | In casa | In casa | In casa | In casa | In trasferta | In trasferta | In trasferta | In trasferta | In trasferta | In trasferta | Totale | Totale | Totale | Totale | Totale | Totale | DR |
| Competizione          | Punti | G       | V       | N       | P       | Gf      | Gs      | G            | V            | N            | P            | Gf           | Gs           | G      | V      | N      | P      | Gf     | Gs     | DR |
| --------------------- | ----- | ------- | ------- | ------- | ------- | ------- | ------- | ------------ | ------------ | ------------ | ------------ | ------------ | ------------ | ------ | ------ | ------ | ------ | ------ | ------ | -- |
| Lega Pro (girone A)   | 46    | 19      | 10      | 1       | 8       | 22      | 14      | 19           | 4            | 6            | 9            | 15           | 20           | 38     | 14     | 7      | 17     | 37     | 34     | +3 |
| Coppa Italia Lega Pro |       | 1       | 1       | 0       | 0       | 2       | 0       | 2            | 0            | 1            | 1            | 1            | 2            | 3      | 1      | 1      | 1      | 3      | 2      | +1 |
| Totale                |       | 20      | 11      | 1       | 8       | 24      | 14      | 21           | 4            | 7            | 10           | 16           | 22           | 41     | 15     | 8      | 18     | 40     | 36     | +4 |

### Andamento in campionato
| Giornata  | 1  | 2  | 3  | 4  | 5  | 6  | 7  | 8  | 9  | 10 | 11 | 12 | 13 | 14 | 15 | 16 | 17 | 18 | 19 | 20 | 21 | 22 | 23 | 24 | 25 | 26 | 27 | 28 | 29 | 30 | 31 | 32 | 33 | 34 | 35 | 36 | 37 | 38 |
| --------- | -- | -- | -- | -- | -- | -- | -- | -- | -- | -- | -- | -- | -- | -- | -- | -- | -- | -- | -- | -- | -- | -- | -- | -- | -- | -- | -- | -- | -- | -- | -- | -- | -- | -- | -- | -- | -- | -- |
| Luogo     | T  | C  | T  | C  | T  | C  | T  | C  | T  | C  | C  | T  | C  | T  | T  | C  | T  | C  | T  | C  | T  | C  | T  | C  | T  | C  | T  | C  | T  | T  | C  | T  | C  | C  | T  | C  | T  | C  |
| Risultato | P  | P  | N  | P  | N  | P  | N  | V  | N  | N  | V  | P  | V  | V  | P  | P  | P  | V  | V  | V  | N  | V  | P  | V  | P  | V  | P  | V  | V  | N  | P  | P  | P  | P  | V  | V  | P  | P  |
| Posizione | 20 | 20 | 20 | 20 | 20 | 20 | 20 | 20 | 20 | 19 | 17 | 19 | 16 | 16 | 16 | 16 | 17 | 16 | 16 | 15 | 15 | 15 | 15 | 13 | 15 | 12 | 13 | 11 | 11 | 11 | 11 | 11 | 12 | 13 | 12 | 9  | 11 | 13 |

Fonte:  GIRONE A STATISTICA, su lega-pro.com.
Legenda:

Luogo: C = Casa; T = Trasferta. Risultato: V = Vittoria; N = Pareggio; P = Sconfitta.

### Statistiche dei giocatori
In corsivo i giocatori che hanno cambiato squadra a stagione in corso.
| Giocatore           | Lega Pro | Lega Pro | Lega Pro    | Lega Pro   | Coppa Italia Lega Pro | Coppa Italia Lega Pro | Coppa Italia Lega Pro | Coppa Italia Lega Pro | Totale   | Totale | Totale      | Totale     |
| Giocatore           | Presenze | Reti     | Ammonizioni | Espulsioni | Presenze              | Reti                  | Ammonizioni           | Espulsioni            | Presenze | Reti   | Ammonizioni | Espulsioni |
| ------------------- | -------- | -------- | ----------- | ---------- | --------------------- | --------------------- | --------------------- | --------------------- | -------- | ------ | ----------- | ---------- |
| M. Festa            | 29       | -25      | 0           | 0          | 1                     | -1                    | 0                     | 0                     | 30       | -26    | 0           | 0          |
| A. Paleari          | 1        | -0       | 0           | 0          | 2                     | -1                    | 1                     | 0                     | 3        | -1     | 1           | 0          |
| L. Zima             | 9        | -9       | 0           | 1          | -                     | -                     | -                     | -                     | 9        | -9     | 0           | 1          |
| M. Malagoli         | 0        | 0        | 0           | 0          | -                     | -                     | -                     | -                     | 0        | 0      | 0           | 0          |
| A. Blaze            | 23       | 0        | 5           | 0          | 0                     | 0                     | 0                     | 0                     | 23       | 0      | 5           | 0          |
| J. Gonzi            | 21       | 3 (1)    | 0           | 0          | 2                     | 0                     | 0                     | 0                     | 23       | 3      | 0           | 0          |
| A. Marchiori        | 16       | 0 (1)    | 1           | 0          | 1                     | 0                     | 0                     | 0                     | 17       | 0      | 1           | 0          |
| L. Menini           | 0        | 0        | 0           | 0          | 2                     | 0                     | 0                     | 0                     | 2        | 0      | 0           | 0          |
| M. Scalise          | 12       | 0        | 3           | 0          | -                     | -                     | -                     | -                     | 12       | 0      | 3           | 0          |
| E. Scrosta          | 29       | 1        | 8           | 0          | -                     | -                     | -                     | -                     | 29       | 1      | 8           | 0          |
| A. Siniscalchi      | 30       | 0        | 11          | 0          | 2                     | 0                     | 0                     | 0                     | 32       | 0      | 11          | 0          |
| F. Todisco          | 11       | 0        | 3           | 0          | 2                     | 0                     | 0                     | 0                     | 13       | 0      | 3           | 0          |
| A. Trainotti        | 33       | 4 (1)    | 6           | 0          | 2                     | 0                     | 0                     | 0                     | 35       | 4      | 6           | 0          |
| C. Tavanti          | 7        | 1        | 1           | 0          | -                     | -                     | -                     | -                     | 7        | 1      | 1           | 0          |
| A. Creati           | 4        | 0        | 0           | 0          | 1                     | 0                     | 0                     | 0                     | 5        | 0      | 0           | 0          |
| E. Di Santantonio   | 30       | 1        | 6           | 0          | 1                     | 0                     | 0                     | 0                     | 31       | 1      | 6           | 0          |
| J. Fortunato        | 6        | 0        | 1           | 0          | 3                     | 0                     | 0                     | 0                     | 9        | 0      | 1           | 0          |
| M. Paro             | 29       | 2        | 4           | 0          | 2                     | 0                     | 0                     | 0                     | 31       | 2      | 4           | 0          |
| M. Severino         | -        | -        | -           | -          | 1                     | 0                     | 0                     | 0                     | 1        | 0      | 0           | 0          |
| R. Zammarini        | 18       | 1        | 4           | 0          | 2                     | 0                     | 0                     | 0                     | 20       | 1      | 4           | 0          |
| S. Pondaco          | 18       | 0        | 2           | 0          | 3                     | 0                     | 0                     | 0                     | 21       | 0      | 2           | 0          |
| S. Raggio Garibaldi | 25       | 3        | 5           | 1          | 2                     | 0                     | 0                     | 0                     | 27       | 3      | 5           | 1          |
| F. Boniperti        | 26       | 3        | 4           | 0          | -                     | -                     | -                     | -                     | 26       | 3      | 4           | 0          |
| G. Del Bar          | 1        | 0        | 0           | 0          | -                     | -                     | -                     | -                     | 1        | 0      | 0           | 0          |
| G. Caridi           | 28       | 4        | 8           | 1          | -                     | -                     | -                     | -                     | 28       | 4      | 8           | 1          |
| L. Manarin          | 2        | 0        | 0           | 0          | 3                     | 0                     | 0                     | 0                     | 5        | 0      | 0           | 0          |
| S. Novothny         | 13       | 0        | 3           | 0          | 1                     | 0                     | 0                     | 0                     | 14       | 0      | 3           | 0          |
| G. Passamonti       | 0        | 0        | 0           | 0          | 1                     | 0                     | 0                     | 0                     | 1        | 0      | 0           | 0          |
| S. Said             | 34       | 5        | 8           | 2          | 1                     | 0                     | 0                     | 0                     | 35       | 5      | 8           | 2          |
| F. Sartore          | 16       | 1        | 0           | 0          | 3                     | 1                     | 0                     | 0                     | 19       | 2      | 0           | 0          |
| I. Tomičić          | 10       | 1        | 2           | 0          | 1                     | 0                     | 0                     | 0                     | 11       | 1      | 2           | 0          |
| N. Zanetti          | 23       | 4        | 1           | 0          | 2                     | 1                     | 0                     | 0                     | 25       | 5      | 1           | 0          |
| S.L. Beleck         | 11       | 2        | 1           | 0          | -                     | -                     | -                     | -                     | 11       | 2      | 1           | 0          |
| E. Gyasi            | 16       | 1        | 3           | 0          | -                     | -                     | -                     | -                     | 16       | 1      | 3           | 0          |
| L. Rivi             | -        | -        | -           | -          | 1                     | 1                     | 1                     | 0                     | 1        | 1      | 1           | 0          |